# Мост двух Америк
Мост двух Аме́рик (исп. Puente de las Américas; первоначально известный как Thatcher Ferry Bridge) — автодорожный мост в Республике Панама, пересекающий подход Тихого океана к Панамскому каналу. Мост был построен в 1962 году и стоил 20 миллионов долларов США. До открытия Моста Столетия в 2004 году он был единственным неразводным мостом, соединяющим северные и южные американские земли. Ранее существовали только два разводных моста через Панамский канал, один на шлюзе Мирафлорес и один на шлюзе Гатун. Мост двух Америк спроектировала американская фирма Sverdrup & Parcel.

## Описание
Мост двух Америк пересекает подступ Тихого океана к Панамскому каналу в Бальбоа, недалеко от города Панама. Он строился Соединёнными Штатами с 1959 по 1962 год, стоимость строительства составила 20 миллионов долларов США. С его завершением в 1962 году и до открытия Моста Столетия в 2004 году Мост двух Америк был ключевой частью Панамериканского шоссе. Мост двух Америк значительно увеличил объём дорожного движения через канал. До него существовали два моста, пересекающих канал, но они являлись разводными и имели ограниченную пропускную способность. Одним из них был небольшой автодорожный мост, построенный на шлюзе Гатун, а вторым — автомобильно-железнодорожный мост, построенный в 1942 году на шлюзе Мирафлорес. Мост двух Америк и затем Мост Столетия построены для устранения узкого места и уменьшения заторов на мостах при движении между Северной и Южной Америкой.
Мост имеет консольную конструкцию, в которой подвесной пролёт сделан в виде арки с затяжкой. Общая длина моста составляет 1654 м, он имеет 14 пролетов от опоры к опоре. Длина главного пролёта составляет 344 м, он соединён аркой (центральная часть основного пролёта) длиной 259 м. Самая высокая точка моста составляет 117 м над средним уровнем моря. Просвет под основным пролётом равен 61,3 во время прилива. Суда, проходящие под этим мостом по каналу, имеют именно такое ограничение по высоте. (Мост Столетия также является препятствием для судов, но его клиренс гораздо больше: 80,0 м).
Мост является впечатляющим зрелищем, хороший вид он имеет из яхт-клуба в Бальбоа, где множество небольших лодок швартуются до или после прохода через канал. В течение всего дня и ночи многочисленные суда проходят под мостом при въезде и выезде через Панамский канал. На обоих концах моста есть широкие пандусы, обеспечивающие въезд на мост и съезд с него, вдоль каждой стороны моста имеются пешеходные дорожки, однако движение пешеходов через мост не разрешается.

## История

### Необходимость постройки
С начала французского проекта по строительству Панамского канала было признано, что города Колон и Панама отделились от остальной республики новым каналом. Эта проблема стояла даже во время строительства, когда для перевозки строительных рабочих через канал использовались баржи.
После открытия канала всё возрастающее число автомобилей, а также строительство новой дороги, ведущей в Чирики на западе Панамы, вызвало повышенную потребность в каком-либо средстве пересечения канала. Механическое отделение Панамского канала обратилось к этой проблеме в августе 1931 года и ввело в эксплуатацию два новых парома: Президент Амадор и Президент Вашингтон. Услуги были расширены в августе 1940 года пуском дополнительных барж для, в основном, военных.
3 июня 1942 года автомобильно-железнодорожный разводной мост был открыт на шлюзе Мирафлорес. Хотя им можно было воспользоваться только тогда, когда корабли не проходили через канал, это дало некоторое облегчение для движения машин, желающих пересечь канал. Однако было ясно, что потребуется более существенное решение. Для удовлетворения растущих потребностей автомобильного движения в ноябре 1942 года был пущен ещё один паром: Президент Поррас.

### Проект
Идея неразводного моста через канал была предложена в качестве одного из основных приоритетов ещё в 1923 году. Последующие администрации Панамы добивались решения этого вопроса с Соединёнными Штатами, которые контролировали зону Панамского канала. В 1955 году было подписан договор Ремона-Эйзенхауэра, по которому Соединённые Штаты обязывались построить мост.
Контракт на 20 млн долларов получила компания Джона Бисли, которая и построила мост из стали и железобетона. Осуществление проекта началось с церемонии, состоявшейся 23 декабря 1958 года в присутствии посла США Джулиана Харрингтона и президента Панамы Эрнесто де ла Гуардиа Наварро. Строительство началось 12 октября 1959 года и заняло около двух с половиной лет.
Открытие моста состоялось 12 октября 1962 года на большой церемонии. День начался с концерта оркестра американской армии и ВВС, с участием Панамской национальной гвардии. Затем последовали речи, молитвы, музыка и национальные гимны обеих стран. Ленточку разрезал Морис Тэтчер, после чего присутствующие прошли через мост. Церемония полностью освещалась в общенациональном масштабе на радио и телевидении. Для управления большими скоплениями людей были приняты усиленные меры безопасности. Но их однако оказалось недостаточно, про-панамские протестующие сорвали церемонию и даже сняли мемориальные доски на мосту.

### После завершения строительства

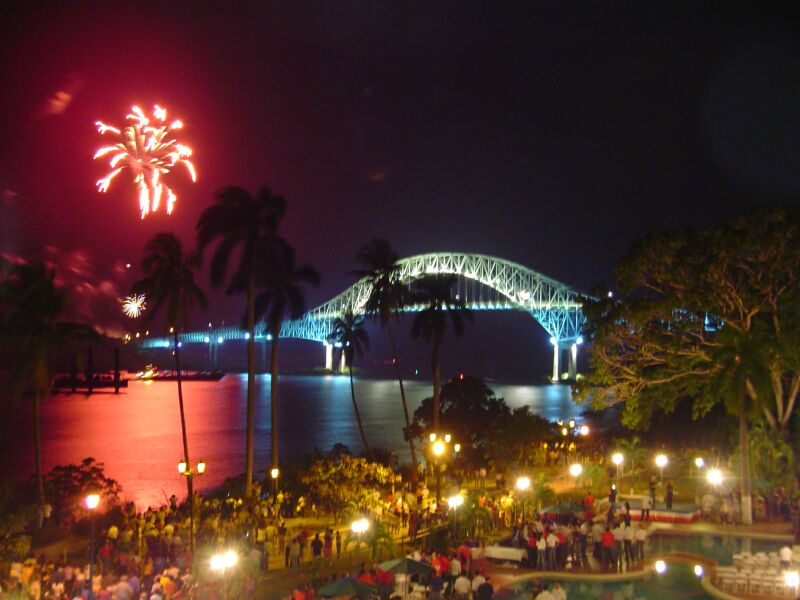
Мост двух Америк ночью.

После открытия мост стал важной составной частью Панамериканского шоссе, по нему проезжали около 9500 автомобилей в сутки. По прошествии времени он был расширен, и к 2004 году мост пропускал уже 35000 автомобилей в сутки. Но этого было недостаточно для возросших потребностей, и мост стал узким местом на шоссе. Для решения проблемы потребовалось строительство нового моста Столетия, который теперь тоже входит в структуру Панамериканского шоссе. 18 мая 2010 года корабль Atlantic Hero, перевозящий навалочные грузы, из-за потери мощности двигателя ударил в одну из защитных опор моста, частично заблокировав эту часть канала для движения судов. Мост не получил повреждений, и никто не погиб. В декабре 2010 года подъездная дорога моста Столетия рухнула в селевой поток, и коммерческие перевозки были направлены на Мост двух Америк. В апреле 2011 года ограниченное двустороннее движение по мосту Столетия было восстановлено, однако работа на полную мощность моста Столетия ожидается не ранее осени 2011 года, вызывая перенапряжённый трафик на Мосту двух Америк.

## Название
Мост первоначально назывался Thatcher Ferry Bridge, по названию первого парома, который пересёк канал примерно в этом же месте. Паром в свою очередь был назван в честь Мориса Тэтчера, бывшего члена комиссии канала, который ввёл законодательство, позволившее внедрить паром. Тэтчер разрезал ленту на церемонии открытия моста.
Это название было непопулярно в правительстве Панамы, которое считало более предпочтительным название «Мост двух Америк». Панамская точка зрения была выражена официальным постановлением Национальной ассамблеи от 2 октября 1962 года, за десять дней до открытия. Резолюция имела следующее содержание:

Мост через Панамский канал будет иметь название Мост двух Америк. Только это название должно использоваться для идентификации указанного моста. Панамские официальные лица должны отвергать любой документ, в котором делается ссылка на мост под другим названием, отличным от названия «Мост двух Америк». Копии этой резолюции с соответствующей поправкой стиля изложения, должны быть направлены во все законодательные органы мире, чтобы все они применяли для моста то название, которое выбрало настоящее почётное собрание, выражающее волю панамского народа.
Сделано в городе Панама на второй день октября месяца тысяча девятьсот шестьдесят второго года.
Президент, Хорхе Рубен Росас
Секретарь, Альберто Аранго Н.

Во время церемонии открытия (которая закончилась прохождением марша «Мост Тэтчер Фэрри»), заместитель государственного секретаря США Джордж Вайлдман Болл в своем выступлении сказал: «Мы смотрим на этот мост как на новый яркий шаг к реализации мечты о Панамериканском шоссе, которое сейчас стало почти реальностью. Великий мост мы открываем сегодня, поистине мост двух Америк, завершающий последний этап шоссе из США в Панаму».
Тем не менее, официальное название моста стало «Thatcher Ferry Bridge» и оставалось таким до завершения контроля Панамы в 1979 году.
Были выпущены почтовые марки под названием «Thatcher Ferry Bridge». В почтовых марках и почтовой истории зоны Панамского канала они хорошо известны из-за ошибки на одном листе, где мост отсутствует.